# Jean-François Hernández
Jean-François Hernandez (Tours, 23 d'abril de 1969) és un exfutbolista professional francès, que ocupava la posició de defensa. És pare dels també futbolistes Lucas Hernández i Theo Hernández.
En la lliga francesa va militar en equips com el Toulouse, el Sochaux o l'Olympique de Marsella, fins que el gener de 1998 dona el salt a la lliga espanyola per a jugar amb la SD Compostela. Més tard, la seua trajectòria continuaria a les files de l'Atlètic de Madrid i el Rayo Vallecano, on va ser titular i peça clau en l'ascens de categoria de la temporada 98/99. Ha jugat 62 partits i ha marcat 7 gols a la màxima divisió espanyola.